# تروپیکو
تروپیکو یک بازی ویدیویی شبیه‌سازی ساخت و ساز و مدیریت توسعه داده شده توسط نرم‌افزاری پاپ تاپ است که توسط کمپانی گدرینگ دولوپرز در آوریل ۲۰۰۱ منتشر شده‌است. فرال اینتراکتیو تعدادی از بازی‌ها را برای مک‌اواس توسعه داده و منتشر کرده‌است. این بازی‌ها بازیکن را در نقش «ال پرزیدنت»، حاکم یک کشور جزیره‌ای در کارائیب و در دوران جنگ سرد از دهه ۱۹۵۰ قرار می‌دهد.
این بازی در قالب جمهوری‌های شبه‌دموکراسی و موزفروش در قالب طنز و در عین حال با اشاره به موضوعاتی مانند تمامیت‌خواهی، تقلب انتخاباتی و مداخلات شرکت‌های قدرتمندی مانند (کمپانی یونایتد فروت) منتشر شده‌است.
تروپیکو دارای تم موسیقی کارائیب لاتین است که عمدتاً توسط دنیل ایندارت اجرا می‌شود. این بازی در سال ۲۰۰۲ جایزه پیشرفت تعاملی را به دست آورد.
تروپیکو دارای چندین نسخه و سری است، از جمله تروپیکو:جزیره بهشت است. دنباله دوم بازی، تروپیکو۲:دزدان دریایی، در تاریخ ۸ آوریل ۲۰۰۳ منتشر شد. سومین سری از بازی نیز تروپیکو ۳، در پاییز ۲۰۰۹ منتشر شد. سری چهارم بازی، تروپیکو ۴، در تاریخ ۲۶ اوت ۲۰۱۱ منتشر شد و پنجمین سری از بازی تروپیکو ۵ در تاریخ ۲۳ می ۲۰۱۴ منتشر شد. آخرین سری از بازی نیز تروپیکو ۶ در تاریخ ۲۹ مارس ۲۰۱۹ منتشر شد.

## گیم پلی

یک تصویر از گیم پلی استراتژی گرا.

هدف اصلی بازی تروپیکو این است است که بازیکن در قدرت باقی بماند. ممکن است مردم بر اثر تصمیمات بازیکن از جزیره فرار کنند و اگر فرار نکنند ممکن است رهبر خود را از حکومت بیرون کنند. جناح‌ها وگروه‌های محلی نیز می‌توانند حکومت را متوقف کنند. شورشیان می‌توانند ارتش را شکست دهند و کاخ ریاست جمهوری را طوفانی کنند؛ و اگر ارتش ناراضی باشد، می‌تواند کودتایی را آغاز کند.
اگر «ال پرزیدنت» موفق شود نظر مثبت اتحاد جماهیر شوروی و ایالات متحده را به دست آورد، آنها به او کمک مالی می‌کنند و اگر هر یک از ابرقدرت‌های جنگ سرد، ناراضی از حکومت بازیکن باشد، ممکن است حمله‌ای را برای سرنگونی حکومت بازیکن آغاز کند. ابرقدرت‌ها می‌توانند یک پایگاه نظامی در تروپیکو، برای حفاظت از جزیره ایجاد کنند.
بازیکن قادر است تعدادی از حکم‌های دولتی را صادر کند، که برخی از آنها نیاز به بودجه یا در دسترس بودن ساختمان‌های خاص دارند. حکم‌های دولتی برای رسیدن به اهداف خاصی در بازی مورد استفاده قرار می‌گیرند، از حمایت کردن از یکی از ابرقدرتها تا اعلام حکومت نظامی.